# Dreiheit (Skulptur)

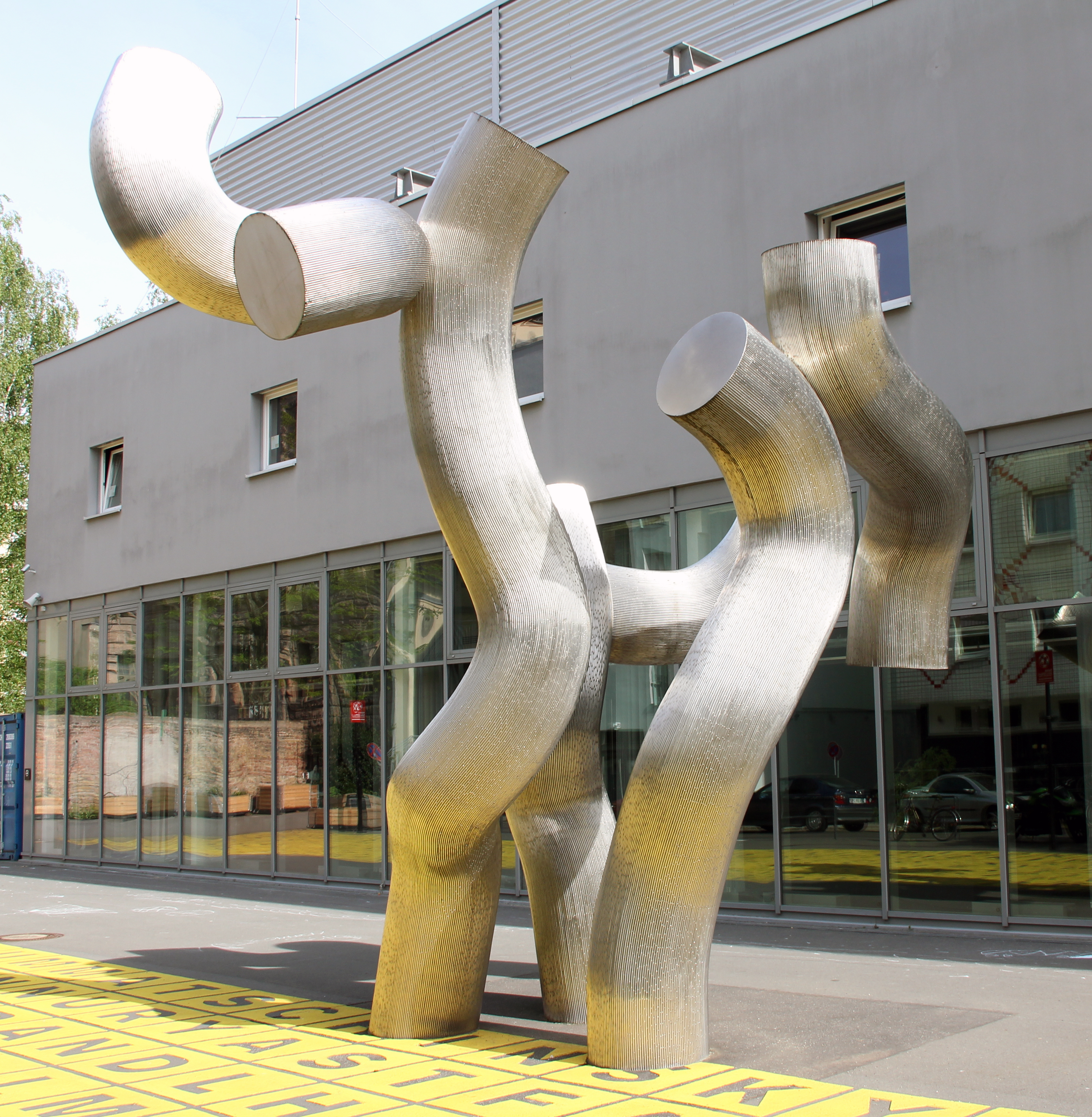
Skulptur Dreiheit von Matschinsky-Denninghoff in Berlin-Kreuzberg

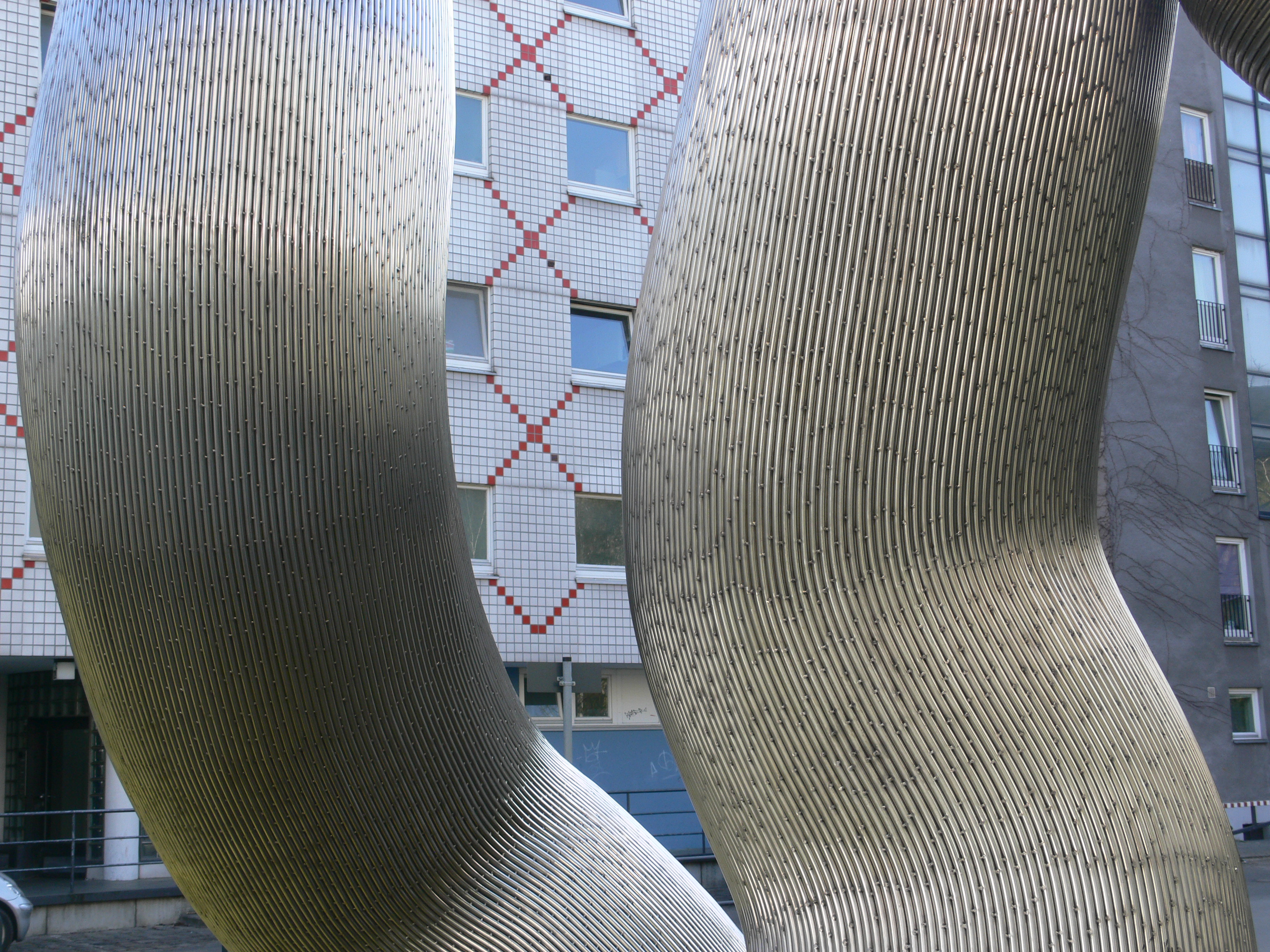
Skulpturendetail: Schweißpunkte zwischen den einzelnen Stahlstäben

Die Skulptur Dreiheit ist ein Werk des deutschen Bildhauer-Ehepaars Matschinsky-Denninghoff. Die Skulptur befindet sich auf dem Gelände der Berlinischen Galerie im Berliner Ortsteil Kreuzberg. Das Werk ist ein Bestandteil einer elfteiligen Ausstellung mit dem Titel Kunst – Stadt – Raum der Berlinischen Galerie, die im öffentlichen Raum zu sehen ist.

## Aufbau
Das Werk aus dem Jahr 1993 besteht aus drei umeinander gelegten Säulen aus Chromnickelstahl. Es hat die Abmessungen 600 × 300 × 300 cm. Die Skulptur wurde im Jahr 2000 aus den Mitteln der Stiftung Deutsche Klassenlotterie Berlin erworben.

## Symbolik
Die Werke des Künstlerehepaares werden aus zusammengeschweißten Stahlrohren erstellt. Sie können dadurch nach ihren Ideen die Skulpturen sehr flexibel und frei im Raum gestalten. Dreiheit erinnert auf den ersten Blick an eine Baumgruppe, die im wechselnden Licht auf dem schmalen Gelände der Galerie ein Farbenspiel bewirken. Gleichzeitig erinnern sie aber auch hier – in einem ehemaligen jüdischen Siedlungsviertel – an die Kreuzigung Jesus von Nazarets auf dem Berg Golgota.(Quelle?)